# Coronel Bogado
Coronel Bogado – miasto w Paragwaju, w departamencie Itapúa.